# Prix Comtois du Livre
Der Prix Comtois du Livre ist ein französischer Literaturpreis. Er wird seit 1975 von der Association du livre et des auteurs comtois (ALAC) vergeben. Bis einschließlich 1978 trug diese Auszeichnung den Namen Prix du Livre Comtois. Zwischen 1975 und 1980 wurde der Preis alle zwei Jahre ausgelobt, ab 1980 in jährlichem Abstand. 
Bis 1996 wurde entweder ein belletrisches Werk oder eine Dokumentation mit diesem Preis geehrt. Ab 1996 wurde jährlich in beiden Kategorien jeweils ein Buch ausgezeichnet. 2002 wurde der Prix Comtois du Livre das letzte Mal vergeben. Als Nachfolger kreierte die ALAC aber ab 2003 den Prix Marcel Aymé der nun ausschließlich belletristischen Werken verliehen wurde und den Prix Lucien Febvre mit dem ausschließlich Sachbücher ausgezeichnet wurden.

## Preisträger 1975–1995
- 1975 – Claire Méline für Le petit père d'Étienne le Rouge.
- 1977 – Monique Ponty (* 1939) für Un orage dans la tête.
- 1980 – Pierre Grandjean (* 1939) für Fougerolles. Son Patois, son folklore ....
- 1981 – Robert Dutriez (* 1922) für Besançon. Ville fortifiée.
- 1982 – Pierre Lacroix (* 1922)  für Églises jurassiennes romanes et gothiques.
- 1983 – Jean-François Solnon (* 1947) für Quand la Franche-Comté était espagnole.
- 1984 –
- 1985 – Louis de Buyer für Faïences et faïenceries de Franche-Comté.
- 1986 – Michel Vernus (* 1934) für La vie comtois au temps de l'Ancien Régime.
- 1987 – Jean Garneret (1907–2002) für Un paresseux qui travaille.
- 1988 – Marie-France Briselance (* 1945) für La Bougeotte.
- 1989 – Jacques Rittaud-Hutinet (* 1937) für Des tréteaux à la scène.
- 1990 – Dominique Jacques-Jouvenot für Voyage au pays de la Montbéliarde.
- 1991 – Renée Furriel für Ceux de la Louvière.
- 1992 – Christophe Picod für Les tourneurs sur bois.
- 1993 – Jean-Paul Colin (* 1934) für Trésor des parlers comtois.
- 1994 – Roselyne Bertin (* 1947) für La Feuillaison.
- 1995 – Jacques Cassabois (* 1947) für Dans la lumière du jardin.

## Preisträger 1996–2002
- 1996 – Yves Turbergue für Ces copeaux fanés (Belletristik)
- 1996 – Pierre Lamard für de la forge à la société de holding Viellard, Migeon et Cie (Dokumentation)
- 1997 – Jean-Miche Chavin (* 1943) für Comm une pierre sur ce ciel (Belletristik)
- 1997 –
- 1998 – Mireille Félix für Arie (Belletristik)
- 1998 – Brigitte Rochelandet (* 1959) für Sorcières, diables, bûchers en Franches-Comté (Dokumentation)
- 1999 – Françoise Henry (* 1959) für Journée d'Anniversaire (Belletristik)
- 1999 – Gérard Louis (* 1955) für La guerre de dix ans (Dokumentation)
- 2000 –
- 2000 – Gaston Bordet (* 1933) für La grande mission de Besançon (Dokumentation)
- 2001 – Amor Hakkar (* 1958) für La cité des fausse notes (Belletristik)
- 2001 – Gérald Gambier (* 1954), Denis Maraux (* 1965) für Saveurs de Franche-Comté (Dokumentation)
- 2002 – Pierre Perrin (* 1950) für Une mère (Belletristik)
- 2002 – Sylvie Debras, Samira Nezzar, Jack Varlet, Denis Maraux für Clochers de Franche-Comté (Dokumentation)